# 锥状肌
锥状肌（英语：Pyramidalis muscle）是一块小的三角形肌肉，位于腹直肌前表面和直肌鞘之间。

## 结构
锥状肌是前腹壁的一部分。在下方，锥状肌在两个位置附着在骨盆上，分别是耻骨联合和耻骨嵴，由耻骨前部的肌腱纤维和耻骨前韧带产生。
锥状肌的肉质部分向上移动，随着它的上升而变小，并以一个尖的末端结束，该末端插入腹白线，在肚脐和耻骨之间的中间。

### 神经供应
锥状肌由第十二胸神經的腹侧部分支配。

### 血液供应
下腹壁动脉和上腹壁动脉为锥状肌供血。

### 个体的分别
锥状肌存在于80%的人群中。锥状肌并不存在于所有个体中，有少数个体两侧都没有锥状肌，但较常见的是只有单侧的锥状肌。偶而会出现一侧有两倍的锥状肌。
两侧肌肉又是大小差异很大。

## 作用
锥状肌的确切功能尚不清楚，但它被认为在收缩时可以拉紧腹白线白线。

## 临床意义
在为经典的剖宫产做纵向切口时，锥状肌用于确定腹白线的中线和位置。

## 图像

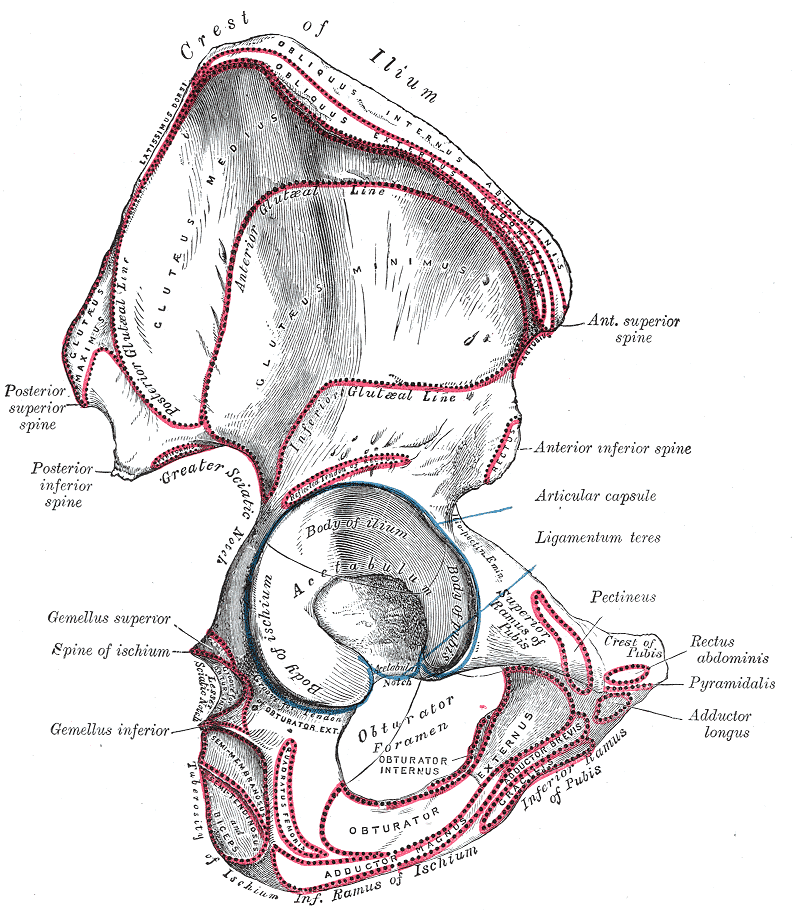
从外面看右髋骨，显示锥状肌连接处的一条小线